# Светилишта словенске вере
Делимичан списак до сада откривених словенских капишта и светилишта, која се налазе на територији данашње Русије, Украјине, Немачке, Пољске, Белорусије, Бугарске, Чешке и Словачке.
1. Аркона на острву Рујан, Немачка - утврђено насеље и светилиште из IX-12. века налази на рту висине 40 m, окренутом ка истоку, са три стране има стрме морске литице, а са западне стране се налази одбрамбена фортификација. Услед поткопавања кречњачке стене морским таласима локалитет је највећим делом уништен. Тренутна величина - 90 m од истока ка западу и 160 m од севера ка југу, процењена величина је 3-4 пута већа. Ископавања су вршена у 1921, 1930. и 1969-1971. када су кроз локалитет и зид прокопани ровови ширине 1 m. Идентификована су три периода изградње зида, откривени су слојеви печене глине, угља и камења. Са унутрашње стране зида је ров равног дна, а са спољашње стране је дубоки шанац равног дна. Крај рта је од остатка одвојен унутрашњим зидом ширине 5-6 m и шанцем равног дна ширине 10 m, подигнутим у 9. веку. У простору између два зида нису нађене зграде. Делимична ископавања до дубине од 60 cm у дужини од 4,1 и 6,2 m, открила су бројне предмете. У једном од истраживачких ровова откривен је камени сандук са 8-11 делимично оштећених мушких лобања, кости животиња, разне ствари, комади грнчарије из X-12. века. У другом рову, у једном удубљењу је нађен сандучић са бројним предметима. На северној страни локалитета је извор воде до кога води пут. У непосредној близини насеља су 14 села и велико курганско гробно поље.
2. Асташово, Смоленска област, Русија - утврђено насеље у шуми у мочварама на левој обали реке Соже. Овални трг (14,5 x 12 m) окружен је земљаним насипом (ширина 4 m, висина 0,5 m) и ровом дубине од 50 cm. Испод насипа и око њега је распрострт угаљ. Трг утврђења дуж насипа је нагорео.[1]
3. Бабин, Черновицка област, Украјина - утврђено насеље на врху брда на десној обали Дњестра. Централна кружна област пречника 7 m је окружена шанцем ширина 2 метра. Спољном страном падине брда пружају се две ескарпе све до литице. У шанцу су пронађени угаљ, спаљене кости, фрагменти грнчарије и глазиране керамике из IX-10. века. У близини утврђења се налазе остаци већег насеља из истог периода.
4. Бабина долина, Тернопољска област, Украјина - ритуална јама и трг из XII или раног 13. века, подигнута XI-12. веку, налази се у подножју утврђеног светилишта Звенигород. Ископавања, која је од 1985. до 1989. године, вршио Тернопољски музеј регионалне историје под руководством М. А. Јагодинске, су открила велики отворени трг и стамбене полуземунице са пећима од камена и собе са каменим подовима.
5. Бабка, Ривањска област, Украјина - утврђено насеље на источном обронку пешчаног узвишења. Кружна зараван пречника 30m, окружена испрекиданим рововима, јамама у облику корита и насипом. Скоро у центру се налази јама за камени или дрвени стуб (пречника 0,5m, дубине 0,7m) и гомила угља пречника 1m. У јужном делу је пронађен посуда са кремираним остацима. У насељу су пронађени нож, животињске кости, фрагменти грнчарије и глазиране керамике из VIII-10. века. На врху насипа нађен је угаљ и изгорела дебла. Мали ров је испуњен слојевима угља. Поред се налази насеље из истог периода.
6. Благовешјенска Гора код Вшћижа, Брјанска област, Русија - насеље-светилиште јухновске културе. Трг насеља (40х25 m) је са спољне стране омеђен насипом и ровом ширине 18m. На унутрашњој страни насипа налази се заједничка дуга кућа. У насељу је нађена ромејска керамика из IX—10. века. У близини се налази насеље из истог периода са остацима боравишта и дугих кућа. Пронађене су амајлије од кичмених пршљенова даброва, камење украшено знаковима у облику крста, чешаљ украшен мотивом коњских глава. Могуће је да је насеље служило као светилиште и током 10. века. У XI—13. веку на месту насеља је било гробље поред кога је саграђена црква Благовести.[2]
7. Богит, гусјатински рејон, Тернопољска област, Украјина - насеље-светилиште налази се на највишем брежуљку у шумовитој области Медобори (рус. Медоборы) 5 km удаљене од села Городница. Најближи налаз верског споменика локалитету на коме је нађен Збручки стуб. Ископавања је током 1984. године вршила Прикарпатска експедиција Института за археологију Руске академије наука. Насипи око насеља су одвојени рововима: главни насип се налази око улаза у насеље, други насип на средини пресеца његов правац, трећи насип је такође у близини насеља, насип на северној страни насеља је прекинут на три места. У насељу је нађено капиште, жртвеник (олтар) и три зграде делимично укопане у земљу.
8. Бранденбург, Немачка - трг за одржавање светковина, који се налази уз утврђење из 8. века, према предању у питању је светилиште бога Триглава. На брду, испод темеља цркве, откривен је културни слој, који показује постојање људских активности, али не и становања на том месту.
9. Брановци, Бугарска - кружни трг од глине, на два нивоа. Пронађене су животињске кости и фрагменти посуђа из IX-10. века.
10. Бродовин, Немачка - трг-капиште се налази на највишем делу полуострва, брду које избија из језера. Капиште је окружено ровом, ширине 5 m, дубине 80 cm, пречника 25 m. На обронцима се налази остаци насеља из IX/X - 13. века. На брду је 1258. године саграђен манастир.
11. Бубнишће, Ивано-Франкивска област, Украјина - насеље са три стране окружено литицама, са четврте стране је ограничено зидом и шанцем и одбрамбеним ширине 10m. Пречник средишњег трга је 40m. У литици је ископан бунар до кога воде камене степенице. Бунар (димензија 2x2m, а његова садашња дубина је 5-6m) не допире до воде. У литицама су ископане и три пећине у којима су сачувани сандуци прављени од дебала. На стенама литица су уклесани соларни симболи, отисци дланова и маске. У близини се налази велика погребна хумка, пречника 5 m и висине мање од 1m.
12. Васиљев, Черновицка област, Украјина - на гробљу из XII-13. века откривена је јама са угљем, животињским костима и крхотинама грнчарије.
13. Верховљани, Гродненска област, Белорусија - насеље са кружним тргом (7x7m), који је ограничен насипом и унутрашњим ровом. У рову су пронађени остаци каменог зида, угаљ и керамика из XI-13. века.
14. Вишегрод, Пољска - на узвишењу на десној обали Висле налази се трг кружног облика, пречника 18m, у чијем средишту се налазе трагови стубова, више повезаних зграда четвртастог облика, лобања дивљег бика.[а] Трг је окружен редом камења, међу којима се налази олтар, пљоснати камени жртвеник, људски скелет. До трга води поплочани камени пут, на коме су лежала два српа. Објекат је датиран на X-13. век. На удаљености од 2,6km од насеља Округла гора нађен је ров који означава кружни простор, пречника од око 20m. У дну рова су пронађени угаљ, животињске кости, делови посуда. У непосредној близини се налази насеље из VI-11. века.
15. Волин, Пољска - у највишем делу старог града откривена је дрвена зграда 5x5m, окружена оградом. Била је у употреби од друге половине IX до почетка 12. века. У близини су пронађени бронзана фигура коња и више дрвених фигура, укључујући и једну са четири лица. На падинама Сребрног брда пронађено је огњиште, код кога је међу стенама, рибљим костима нађен фрагмент људске лобање. У близини је нађена јама са две људске лобање, фрагменти посуђа и животињским костима.
16. Воргол, Вороњешка област, Русија - у насељу-уточишту је делимично очуван трг поплочан печеном глином, димензија 12х6m. У његовом центру се налази јама за стуб, поред које је нађен скелет коња и три стреле. На тргу су нађени нож, фрагменти каменог здања, гривне, привезак у облику трапезоида, перле, астрагали, алат за обраду метала. Око трга је очувано шест јама са пепелом, животињским костима, комадима керамике, деловима вретена,[б] делови жрвња, косе, минђуше из салтовске културе. Налази су из X-11. века. У рову око насеља откривена је ритуално сахрањена глава коња и 94 астрагала.
17. Враћани код Брибира, Хрватска[3] - крајем XIX века је нађен троглави идол који се данас чува у Музеју хрватских археолошких старина у Сплиту. Идол представља главу са три лица. Висине је око 35 cm, ширине 27 до 29 cm, ширина основе је 23-24 cm. Висина лица варира између 16 и 21 cm, а ширина лица је између 16 и 18 cm. У основи идола се налази рупа ширине 10 cm, помоћу које је глава постављана на остатак целине, који није нађен. Два од три лица су намерно оштећена.
18. Гњезно, Пољска - на брду Лех, испод темеља цркве откривено је огњиште, које се састоји од три слоја камена са слојевима угља и пепела. Пронађене су животињске кости и крхотине грнчарије. Крај VIII-почетак 10. века.
19. Говда, Тернопољска област, Украјина - насеље се налази на рту на десној обали реке Збруч. Окружено је зидом са чије је спољне стране јарак. Овални трг насеља (40x20m) има нагиб на југоистоку са висинском разликом од 20 m. Током ископавања 1988. и 1989. откривен је трг површине 108 m². Локалитет је откривен током Прикарпатске експедиције Института за арехологију Руске академије наука (1984—1989).
20. Голавно, Волинска област, Украјина - насеље се налази на узвишењу међу мочварним ливадама. Кружни трг, пречника 30m, незнатно је уздигнут у центру и покривене слојем пепела дебљине 50cm. Испод зида (висине до 1m), који окружује трг, налази се слој камена, угља и угљенисаних костију. При дну зида откривено је неколико јама у облику корита и више група камења. Пронађени су фрагменти посуђа из 10. века, животињских костију, угљенисани комад људске лобање и два зуба.
21. Гора Хељмска (пољ. Góra Chełmska), код Кошалина, Пољска - на врху планине откривени су остаци зграде за ритуалну употребу димензија 2,5x4,5m, са каменим огњиштем. У близини се налазе јаме са угљем. Пронађени су нож, кресиво, делови вретена (рус. пряслице), кости сисара и риба, комади грнчарије из X-13. века.
22. Горбава, Черновицка област, Украјина - насеље се налази на гребену на десној обали реке Прут. Овални трг насеља (пречника 30m), окружен је зидом и ровом. Одмах до трга се налазе два мања трга, распоређена са бочних страна, такође ограничена насипом. Равна површ на врху централног насипа и у улаз у средишњи трг поплочани су камењем и прекривени угљем, комадима печене глине и спаљеним животињским костима. Трагови огњишта нађени су на врховима насипа и на бочним трговима. Нема налаза културног слоја. У непосредној близини се налази насеље из IX - 10. века.
23. Горки, Вологдска област, Русија - на гробљу, почетак XII-13. век, откривена је ритуална јама овалног облика (2,1x1,55m, дубине 60-70cm). Нађене су две браве од кованог гвожђа, дрвени прибор, скелети два пса, три патке, дропље, риба, и на дну јаме три скелета паса. Јама се испуњена камењем и шљаком.
24. Горадак, Хмељничка област, Украјина - на ивици насеља из VI-8. века налази се камена плоча (дужине 2,3 m, ширине 1,5 m), са траговима паљевине при врху, поред које се налази јама (пречника 1,5 m, дубине 20 cm) чије је дно спаљено, испуњена угљем, пепелом, спаљеним животињским костима и фрагментима керамике.
25. Гора Градова (пољ. Góra Grodowa) код Тумлина (пољ. Tumlin-Węgle), Пољска[4][5] - на високом брду (395mnm) на Свентокшким планинама (пољ. Góry Świętokrzyskie - „планина Светог крста“), прекривена шумом, очувана су три концентрична насипа од наслаганог камена из VIII-9. века, који немају одбрамбену вредност. На падини планине се налази насеље из IX—11. века. На врху планине подигнута је капела. Од 1994. године локалитет је заштићен у оквиру резрвата природе „Камени кругови“ (пољ. Kamienne Kręgi).
26. Грачић, Жрновница, Хрватска[6][7][8] - Једини до сада познати приказ бога Перуна и бога Велеса (приказан је у териоморфној форми - у облику медведа) рађен у камену. Камени фриз је уграђен у спољну страну фасаде цркве у Жрновници из 10. века. Сматра се да фриз потиче са оближњег археолошког локалитета Грачић код Жрновнице, где је био постављен у средишту капишта. Црква св. Јураја на брду Перун изнад Жрновнице гради угао од 23° у смеру север-североисток са црквом Успења Маријина Жрновници и св. Миховила, као и угао од 23° у смеру запад-југозапад са Змињим каменом и црквом Госпе у Сити.
27. Дембно (пољ. Dębno), Пољска - насеље у Свентокшким планинама. Трг насеља је овалног облика (15х26m), окружен насипом и јарком. У јарку су пронађени изгореле каменови, угаљ, комади глазиране керамике.
28. Добжешуво (пољ. Dobrzeszów), Пољска - насеље на високом брду у Свентокшким планинама. Овални трг (40x80m), омеђен је са три концентрична зида, оштећена на неколико места. Четврти зид одваја насеље од гребена. Основу ниских зидова (висине 1,5-2m), чине наслагани већи комади камења на којима је постављено мање камења, и на њему скицирано мање камење. Површина зидова спаљена, нарочито унутрашњи део првог зида и спољни делови другог и трећег. У центру трга се налази велики камен у коме су уклесани кругови. На више места на тргу и зидовима се налазе стеле, велики заобљени каменови и жртвеници, четвртастог облика направљени од камена. У западном делу локалитета се налази камен темељац олтара, поред кога је нађена керамика из VIII-10. века. Узорак узет са првог зида је методом радиокарбонског датирања датиран на 795. годину. Поред насеља се налази село из VIII-10. века. Ископавања на овом локалитету су вршена у периоду 1975-1981. и том приликом је откривено подручје 25х100m и испрекидани зидови.
29. Животинскоје, Вороњешка област, Русија - у утврђењу из IX-10. века откривена је јама пречника 80cm и дубине 60cm, у којој се налазио угаљ, 23 астрагала са отворима, брусни камен, бронзани лонац, крчаг и спаљено зрневље житарица. У утврђењу су нађени ритуални глинени хлебови.
30. Зааринген, округ Бранденбург, Немачка - у близини гробља из VII—12. века, које чине курганске могиле, налази се кружна платформа (пречника 20 m), окружена кружним шанцем ширине 2-3m.
31. Звенигород, Тернопољска област, Украјина - насеље се налази на обронку брда на десној обали реке Збруч, у близини села Крутилов. Торзионо. Истраживања су вршили Прикарпатска експедиција Института за археологију Руске академије наука и Тернопољски музеј регионалне историје током 1985, 1987, 1988. године. Откривена су три капишта, 15 верских здања, 10 приземних дугих кућа; направљени су пробна ископавања у зидинама и рововима, истражена су околна села.
32. Зелена Липа, Черновицка област, Украјина - на десној обали Дњестра, између високих брда, зарасли у шуму, налазе се остаци дрвеног храма који се налази на највишем делу трга (42x14m). Храм правоугаоног облика (5,3x4,2m), оријентисан према странама света, имао је двоструки зид, саграђен од брвана покривених глином. У близини се налазе јаме попуњене слојевима угља и бунар усечен у стену.
33. Илиев, Лавовска област, Украјина - насеље се налази на рту, са спољне стране ограничено са зида и два рова, који не допиру до краја трга. При основи унутрашњег зид лежи слој угљеног пепела. На равном врху зидова се налази камена платформа. При насипу, са унутрашње стране зида налази се правоугаона простор (7,2x8m) прекривен прахом. На врху трга (5x6m) је горела ватра, и ту се налази огњиште и рупе за стубове. Трг насеља троугластог облика (60х55m) је лишен културног слоја. Непосредно испред зида се налазе јаме са угљем и животињским костима. На основу нађене керамике и бронзаном прстеном у облику штита локалитет је датиран у 13. век. У близини се налази насеље из истог периода.
34. Јаздово (пољ. Jazdów), Варшава, Пољска - делимично истражена камена плоча на којој је стајала камена глава идола.
35. Кањев (укр. Канів), Черкашка област, Украјина - јужно од града Роден, на Кнежевој гори, на рту на десној обали Дњепра, пронађена је рупа (пречник 1,85m, дубина 1,2m) испуњена црницом, пепелом, угљем, животињским костима.
36. Кијев (Старокијевска гора), Украјина - на Старокијевској гори је нађена зидана зграда (4,2x3,5m) са четири улаза чији распоред одговара странама света. На западу се налази „масивни стуб“, који се састоји од слојева печене глине, пепела и угља. Около се налазе кости и лобање животиња.
37. Кијев (Владимирска улица), Украјина - у Владимирској улици су 1975. године ископани темељи рова и симетрично постављене јаме испуњене остацима зграде. У близини се налази јама у облику посуде (чаше) у којој су нађени слојеви глине, угља и пепела. Претпоставља се да се овде налазило многобожачко капиште.
38. Кијев (Житомирска улица), Украјина - у Житомирској улици пронађена је округла жртвена јама, пречника 2m, дубине 1,2m.
39. Кирово, Псковска област, Русија - кружно насеље (52х42m), налази се на узвишењу усред мочваре. Претпоставља се да би се ту могло налазити светилиште.
40. Коломо, Новгородска област, Русија - кружни простор од 18 m у пречнику, окружен великим камењем, на коме се налази слој пепела и угља, кости домаћих животиња, комади грнчарије, врхови стрела направљени од кремена. Около се налазе погребне хумке.
41. Коњ-камен на острву Коњевец на језеру Ладога - Камен од сивог гранита димензија 6x9 m, тежак око 750 тона. Око Коњ-камена се налази двадесетак каменова до 1 метар у пречнику, који са Коњ-каменом чине јединствену композицију.
42. Корчак, Житомирска област, Украјина - на западној периферији насеља из V—7. века налази се јама 60x70cm, дубине 20cm, на чијем је дну лежало седам глинених хлебова.
43. Костолац, Србија - зараван поплочана каменом, на којој леже кости птица.
44. Красногорје, Смоленска област, Русија - кружни трг (пречника 20m), усред мочваре, окружен са два концентрична насипа. Испод унутрашњег насипа пронађен је зид са траговима ватре и слојем пепела. Слој пепела и угљенисана дебла нађена су и на врху насипа. Налази се поред насеља из X-13. века.
45. Кулишевка, черновицка област, Украјина - утврђење на високом гребену десне обале Дњестра. Кружни трг (пречника 8m) окружен ровом са унутрашње стране, а са спољне са пет насипа и ровова из X-XI, 13. века и старијег гвозденог доба.
46. Курхим, Чешка - у непосредној близини језера налази се трг окружен ровом. Поред се налази јама у којој горела ватра. На том месту је саграђена хришћанска црква.
47. Кушљаншћина (рус. Кушлянщина), Смоленска област, Русија - насеље са кружним тргом и две концентрична насипа налази се у мочвари. У близини је насеље из VIII-почетка 11. века и око 80 курганских могила.
48. Лиса Гора (пољ. Łysa Góra), Пољска - утврђено насеље на планини у Свентокшиским планинама (надморска висина 594 mnm). Планина је обрасла шумом и на њој се налази много великог камења, па није погодна за изградњу насеља. Врх планине је окружен зидом који се пружа дуж падина. Зид је направљен од камена (ширина 11 m, висина 1,5 m). Врх зида је раван са траговима пожара. Пронађени су комади предмета из IX-12. века. Трг насеља је елиптичног облика (1300х150-200m), нема културног слоја, нити грађевина. У близини је извор поред кога је пронађен идол. У 12. веку на врху планине је подигнута црква.
49. Микуљчице (чеш. Mikulčice), Чешка[9][10] - локација I (чеш. Klášteřisko) утврђено насеље из раног Средњег века. Објекат правоугаоне основе (11,3x24 m), дужом страном оријентисан у правцу исток-запад. Улаз је вероватно на југозападној страни. Обим објекта је одређен ровом ширине 40 cm у коме су нађени трагови дрвених стубова смештених један уз други. Унутрашњи простор је подељен на једну ширу област ширине 5 m са два огњишта и две области ширине 2 m, по једна са сваке стране шире области, које су кориштене за сахране. На источном крају је пронађено 3 костура коња. У и око гробница нађено је више остатака појединаца са физичким аномалијама, израштајима или ампутацијама, као и људски остаци који показују трагове ампутације при зглобовима. Објекат датиран на 9. век.
50. Микуљчице, Чешка - локација II (чеш. Pri kniežacom hrade) на гребену изнад потока је округли трг (пречника 12m), оивичен ровом (ширина 3m, дубина 70cm, унутрашњи пречник 15 m). На средини трга је јама, окружена камењем. Ров је испуњен угљем, и у њему су нађени гривна, секире, жрвњеви и фрагменти посуђа из 9. века. На северној страни се налази велика јама за стуб (пречник 1 m) оивичена камењем. У каснијем периоду је подигнута црква.
51. Мост код Братиславе, Словачка[11] - приближно у средишту насеља се налази објекат у облику исечка круга означен полукружним плитким ровом (дужина 27 m; ширина на најширем делу 280 cm) отвореним према истоку. Објекат је испод нивоа земљишта за 20-50 cm. Дуж ивице рова су распоређене јаме за стубове у неједнаким размацима. Четири јаме за стубове у северном делу објекта формирају правоугаоник у коме се налазило огњиште и где је пронађен пепео од храстовог дрвета и комади угља. Поред огњишта је нађен рог бика. Северно од огњиште се налазе трагови неколико привремених ложишта. Нађени су комади посуђа и животињске кости. Објекат је датиран на крај VIII и почетак 9. века.
52. Нагорјани, Черновицка област, Украјина — утврђење на високом брду на десној обали Дњестра са тргом (пречника 20 m), омеђено насипима и ескарпама дуж ивица и са спољне стране. Пронађена керамика из IX-10. века и XI-12. века.
53. Новгород, Русија - током ископавања у граду откривене су три жртвене јаме. У једној (пречник 0,6 m, дубина 1,5 m), било је девет дрвених кашика, у другој (2x1,75 m, дубина 0,4-0,5 m), биле су две биковске лобање и дрвена кашика, а у трећој (4x3,3 m, дубина 1,5 m) помешане кости коња и расцепљена коњска лобања, остаци свећа и бич. Јаме су датиране у 10. век.
54. Ошихлиби, Черновицка област, Украјина - на гробљу из XII-13. века откривена је јама (пречника 1,8 m, дубине 0,5 m), на чијем су дну били угаљ, животињске кости и фрагменти керамике.
55. Паганско код Брецлава, Чешка[12][13] - на ивици древног гробља се налази велика јама (пречник 85 cm, дубина 25 cm), окружена кругом од осам рупа (опсег круга 2.5-3 m). Формација је са северне стране ограничена полукружном плетеном оградом. На основу стратиграфских података локалитет се датира у другу четвртину 10. века.
56. Перињ, код Новгорода, Русија[14] - на брежуљку окренутом ка истоку, откривен је кружни трг, окружен ровом са осам округлих ногоступа, платформи (пречник целе структуре је 21 m). Унутрашње стране рова су стрме, а спољашње су благе. На дну платформи су нађени угаљ, фрагменти посуда из Х-почетка 11. века, жрвањ. У средишту трга, у рупи пречника и дубине 1 m нађени су остаци дрвеног стуба. Нађени су остаци другог трга (пречника око 23 m), окруженог ровом, у коме је нађен угаљ, појас, нож, врх стреле од кремена. Трећи трг се вероватно налази испод темеља цркве из 13. века.
57. Перунковац код Горњег Црниљева, Србија[15] - половином осамдесетих година 20. века, приликом ископавања словенског храма посвећеног богу Перуну, на локалитету Перунковац у селу Горњем Црниљеву, пронађен је археолошки артефакт минијатурног орла од печене керамике.
58. Петрово, Смоленска област, Русија - насеље са кружним тргом (пречника 22 m), налази се у мочварама. Окружено је са два концентрична насипа и ровом између њих (ширина рова 8-15 m). На ивици трга, на дубини од 35 cm (у унутрашњем делу унутрашњег насипа?) се налази слој пепела и угља дебљине 10-13 cm. У близини је насеље из староруског периода.
59. Плоцк, Пољска - на Тумској гори (пољ. Wzgórze Tumskie) се налази кружни трг из друге половине 10. века, на коме су нађени огњиште, камени олтар, животињске кости, лобања детета. У земљу је био забоден мач.
60. Подгош, Новгородска област, Русија - кружни трг (10,4x13,5 m), окружен са два камена прстена. У центру се налази девет каменова, пепео, угаљ, комади грнчарије и керамике.
61. Погосишће, Вологдска област, Русија - на гробљу које је било у употреби од почетка X до почетка 13. века откривена је правоугаона јама без трагова сахране, у којој су нађене три секире.
62. Праг, Чешка - жртвена јама, у којој је нађено шест људских лобања и животињске кости.
63. Псков, Русија - на узвишењу у близини курганског гробља налази се кружни трг оивичен ровом (ширине 1,6-4,1 m). У једној две јаме које се налазе на средини трга, су пронађени остаци једног храстовог стуб пречника 50 cm и висине 70 cm. На дну рова су трагови огњишта, изгорелих костију, фрагменти грнчарије. На тргу су нађене кости животиња. Налаз је датиран на 10. века. На прелазу из 11. век у 12. век јаме су затрпане песком.
64. Пустари (пољ. Pustary), Пољска - утврђено насеље се налази на брду. Трг пречника 7  је окружен насипом. Културни слој није пронађен. На основу фрагмената керамике локалитет је датиран у XII-14. век.
65. Радзиково (пољ. Radzikowo), Пољска - на брду се налази утврђено насеље са овалним тргом (40x60 m), окружено насипом и јарком. На дну јарка нађени су камење и јаме са остацима приношења жртава. На тргу се на различитим местима налазе камене платформе и јаме, које су често коришћене. Локалитет је из VII-14. века.
66. Радомин, округ Шверин, Немачка - дрвени храм се налази ван насеља из X-13. века. До њега води пут поплочан каменим плочама. Храм је правоугаоне основе 12,5x7m. Зидови су направљени од усправно постављених дрвених дасака, које су при врху украшене. Око храма, на растојању од 1m, се налази зид од стубова. На улазу су пронађени лобања зубра, глинена шоља, комади грнчарије из IX-10. века. У северном делу храма нађено је шест коњских лобања, а у југоисточном зиду су лежала два копља. Храм је обновљен, средњи део је оштећен, а место за кумир није пронађено. У XI-12. веку храм је пренесен у насеље, који се налази на острву у језеру. Округли трг насеља је пречника 25 m, а дуж његовог обода се налази куће од дрвета.
67. Ревно (укр. Ревне), Черновицка област, Украјина - у утврђеном насељу, које је служило као уточиште, у близини гробног поља на коме се вршила сахрана спаљивањем тела, налази се јаму са косим зидовима (пречник 5 m, дубина 50 cm) испуњена пепелом, угљем, спаљеним костима, фрагментима посуда, костима животиња. У средишту удубљења се налази јама за стуб која се налази у полукругу који чине јаме за стубове.
68. Ржавинци (укр. Ржавинці), Черновицка област, Украјина - утврђено насеље на висоравни високог гребена, са кружним тргом (пречника 22 m), окружено са два концентрична насипа и рова. Слој угља и пепела налази се у подножју унутрашњег насипа, на врховима оба насипа и на степеницама које су усечене у стране насипа. Ровови (ширина 5-6 m, дубина 1 m) имају равно дно и косе зидове. Културни слој није нађен на тргу. Пронађен је четвороугаони камени стуб (кумир?), грубо обрађен (висина 2,5 m).[в] Између два насипа налази се културни слој дебљине свега 20 cm из IX-10. века, који потиче од остатака дугих кућа које су ту стајале. Једна од њих је основе димензија 4x20 m.
69. Рудлово, Смоленска област, Русија - утврђено насеље са овалним тргом (22х28 m) налази се на рту усред мочваре, окружено са два концентрична насипа. У непосредној близини се налази насеље из X-13. века.
70. Рудники, Ивано-Франкивска област, Украјина - утврђено насеље, настало у раном гвозденом добу, налази се на левој обали реке Рибнице. Насеље је окружено насипом и унутрашњим ровом и испресецано је са неколико ровова. На врху узвишења конусног облика (6x10 m) нађени су трагови грађевине из X-12. века — 40-50 cm дебео слој се састоји од комада малтера од глине са отисцима дебала. Узвишење је окружено ровом са три сукцесивна слоја који се састоје од камења, угља, делова посуђа, а који су међусобно раздвојени стерилним слојевима глине. На платоу поред узвишења је нађена дуга кућа (приближна дужина 70 m, ширина 4 m).
71. Рухотин, Черновицка област, Украјина - на стрмој падини високог брда је лучни насип, веома изгорео. На средини падине пронађена је јама (пречник 0,5 m) са угљем и крхотинама из VIII—10. века и округла камена плоча (пречника 0,8 m).
72. Сади код Ухерског Храдишта, Чешка[16] - објекат се налази на северозападном ободу гробног поља из друге половине VIII до друге половине 9. века, на узвишењу. Објекат се састоји од лучног удубљења (дужина 940 cm, ширина 150 cm, дубина 12-15 cm). У северном делу је проширење основе на површ 170x160 cm, дубине 10 cm. У средини се налази овална јама (150x180cm, дубина 70 cm), косих страна, у чијем се средишту налази јама за стуб (пречник 60 cm). Са обе стране овалне јаме се налази по једно удубљено ложиште. Проширена северни део објекта је одређен са четири рупе за стубове (пречник 30-35 cm, дубина 30-50 cm), које формирају квадратну основу. Нађен је део лобање бика са роговима поред јаме за стуб. Објекат је датиран на прелаз из VIII у 9. век.
73. Стари Рјазањ, Русија - средином 12. века, испод цркве је нађена бронзана статуета са четири лица, бронзани крст и суд са рибљом крљушти и свињским зубима
74. Сушћево, Новгородска област, Русија - зараван (14х17,5 m), окружен са великим стенама.
75. Тауфелсберг, Немачка - утврђено насеље се налази на високом купастом брду, окружено са два концентрична зида, ескарпама и шанцем. На ивици кружног трга (пречника 30 m), откривен је слој дебљине 60-70 cm, који се састоји од угљасте земље и великог камења (унутрашњи зид?). Нађени су комади посуда из средњег века, кости и зуби животиња. На брду је изграђена црква.
76. Тжебјатув (пољ. Trzebiatów), Пољска - на брежуљцима у мочвари су две заравни (8x10m и 10x13m), окружене рововима (ширина 1-1,5 m, дубина 50 cm) у којима су нађен угаљ и фрагменти посуда из IX-10. века. На заравнима се налазе огљишта и јаме за стубове.
77. Фелдберг, Немачка - остаци дрвеног храма налази се на рту, одвојеном полукружним јарком равног дна (ширина 2 m, дубина 60 cm). Остаци храма испресецани су рововима. Откривен је темељ у виду удубљења облика корита и централна јама испуњена угљем. Храм је правоугаоног облика (5x10m), подељен на два дела. На основу нађене керамике храм је датиран у VII-9. век, према радиометријском датирању методом 14
C храм је датиран на период 900.-1000. година.
78. Фишеринзел, Немачка[17][18] - у утврђеном насељу из периода XI-почетак 13. века пронађена су два дрвена идола међу остацима паљевине. У близини се налази полуострво, које се протеже у језеро и ограничено је са спољне стране плитким ровом који нема одбрамбену вредност (ширина 3-4 m, дубине 1 m). Претпоставља се да се овде налазило светилиште.
79. Ходосовичи, Гомељска област, Белорусија - у близини насеља и курганске могиле из X-11. века налазе се два трга (пречника 5 и 7 m), окружена малим рововима (ширина од 20 и 40 cm, дубина од 25-50 cm). На странама кругова се налазе удубљења у облику полумесеца (ширина 1,8 m, дубина 1 m). У средишту кругова се налазе плитке јаме (пречник од 0,6-1 m, дубина 15-25 cm), које су испуњене угљем, песком, пепелом и нагорелим камењем.
80. Хотомељ, Брестска област, Белорусија - утврђено насеље на крају пешчане дине у мочварној равници. Скоро округли трг (30x40m), окружен је удубљењима у облику испрекиданих ровова и јама у облику корита. На основу нађених фрагмената глиненог посуђа и троугластом врху стреле удубљења су датирана у 7. век. Удубљења су прекривена слојем угља дебљине 20 cm, комадима керамике и грнчарије и бројним другим предметима из периода од VIII до 10. века. У средишту трга који је благо уздигнут нема културног слоја, већ само неколико јама. У подножју насипа који окружује насеље налази се слој угља и изгорелог дрвета.
81. Храдско (чеш. Hradsko) код Мшена, Чешка - утврђено насеље из раног Средњег века, смештено на западној падини платоа, 16 m северно од групе пољопривредних и занатских зграда. Састоји се из неправилног спиралног прстенастог удубљења (ширина 100 cm, дубина 50-60 cm), са дужом осом оријентисаном у правцу исток-запад. На северозападној ивици се налазе кружно распоређене јаме за стубове. У средишту објекта се налази надземни део, приближно квадратног облика (дужина странице 105 cm). Нађене су крхотине посуда од глине, гвоздена игла, кости крава, сова, вепрова, оваца, коза и коња. Објекат је датиран на прелаз из VIII у 9. век.
82. Хутињ, Новгородска област, Русија - кружни трг, окружен прстеном сачињеним од великог камења. Унутар прстена се налази јама прекривена камењем и слојем спаљених костију животиња.
83. Шапирево, Смоленска област, Русија[19] - у мочвари, један километар југоисточно од села Шапирево, на левој обали реке Березинке налази се утврђено насеље. Овални трг (14х9 m) окружен је са две концентрична насипа (ширине 7 m и висине 0,8 m) и ровом (ширине рова је 4 m, дубина 0,4 m), на је чијем нађено изгорело камење, угаљ, пепео. Централни део трга је окружена је рупама за стубове, а земља је прекривена слојем угља. Испод насипа пролазе две паралелна канала. Пронађене су крхотине посуда из IX—X и XII—13. века. Истраживања су вршили городища проводили А. Н. Љавдански (рус. А. Н. Лявданский) 1920.-их, В. В. Седов 1956. и П. Н. Трећаков (рус. П. Н. Третьяков) током 1960-61. године.
84. Шљенжа (пољ. Ślęża), Пољска - шумовита гора испресецана литицама и камењем, налази се у брдском масиву, који се уздиже изнад шлеске низије. На врху и по падинама се пружају камени зидови, чији темељи припадају лужичкој култури (крај халштата - почетак латена). Горњи део зидова који показује трагове паљевине, са пратећом керамиком и другим стварима потиче из раног Средњег века. На унутрашњем простору (120x60 m) је одсутан културни слој. На врху горе и на њеним падинама се налазе многобројне камене скулптуре и знаци уклесани у камен, од којих је најчешћи симбол у облику косог крста. Међу керамиком прикупљене у утврђеном насељу, највећи део припада бронзаном и раном гвозденом добу (66,5%), периоду касног латена и римском добу припада 1,3% нађене керамике, периоду раног Средњег века - 1,9% и периоду X-13. века - 10,4%. Истраживање на Шљенжи је вршено са прекидима. Почело је 1903. године, а посебно је било интензивно у периоду 1949-1956. и касније. На околним брдима Кошћушко и Радуња такође су нађени камени зидови - „кругови“, који према расположивим подацима припадају лужичкој култури.
85. Шумск, Житомирска област, Украјина[20] - око 7 km југозападно од Житомира, поред гробног поља на обали реке Гњилопјат (укр. Гнилоп'ять), на коме су вршене сахране спаљивањем се налази делимично укопана зидана структура основе у облику крста, оријентисана према странама света (димензије: (север-југ) 14,2 x (запад-исток) 11 m, дубина 40-50 cm). Дно структуре је равно, а зидови су вертикални. У центру се налази велика јама за стуб (пречник 1 m, дубина 60 cm), око чије ивице је распоређено велико камење, а око ње су распоређене јаме за стубове и камење. У средишњем делу је стално горела ватра. Око северног и јужног улаза у светилиште распоређени су грубо сечени каменови (40x40 cm). Нађена је керамика грубе израде из касног IX-10. века,[г] врхови стрела од кремена, спаљене кости бика и птице (певца?). У близини се налази место за спаљивање мртвих, у облику кружног подручја (пречник 5 m) са спаљеним површинским слојем и слојем угља дебљине 50 cm, окружен кружним ровом. На рту оближњег брда се налазе кућа и помоћне зграде. Истраживања су вршена током 1964. године.
86. Шћеглец, Новгородска област, Русија - гранитна стена са петроглифима из касног бронзаног доба.

## Опште особине
| врста светилишта                     | век | век | век  | век | век | век | век | век  |
| врста светилишта                     | VI  | VII | VIII | IX  | X   | XI  | XII | XIII |
| ------------------------------------ | --- | --- | ---- | --- | --- | --- | --- | ---- |
| велика утврђена светилишта           |     |     |      | •   | •   | •   | •   | •    |
| храмови                              |     |     |      | •   | •   | •   | •   | •    |
| кумири                               |     |     |      | •   | •   | •   | •   | •    |
| мала утврђена светилишта             |     |     | •    | •   | •   | •   | •   | •    |
| капишта                              |     |     | •    | •   | •   | •   | •   | •    |
| утврде-склоништа са верским значајем |     | •   | •    | •   | •   |     |     |      |
| жртвени тргови                       |     | •   | •    | •   | •   | •   | •   | •    |
| жртвене јаме                         | •   | •   | •    | •   | •   | •   | •   | •    |